# Maitland (Flórida)
Maitland é uma cidade localizada no estado americano da Flórida, no condado de Orange. Foi incorporada em 1885.

## Geografia
De acordo com o United States Census Bureau, a cidade tem uma área de 16,6 km², onde 13,6 km² estão cobertos por terra e 3 km² por água.

### Localidades na vizinhança
O diagrama seguinte representa as localidades num raio de 8 km ao redor de Maitland.

## Demografia
Segundo o censo nacional de 2010, a sua população é de 15 751 habitantes e sua densidade populacional é de 1 154 hab/km². Possui 8 137 residências, que resulta em uma densidade de 596,15 residências/km².